# Santa Croce sull’Arno
Santa Croce sull’Arno – miejscowość i gmina we Włoszech, w regionie Toskania, w prowincji Piza.
Według danych na rok 2004 gminę zamieszkiwały 12 472 osoby, 779,5 os./km².